# Seljane
Seljane (Servisch cyrillisch Сељане) is een plaats in de Servische gemeente Prijepolje. De plaats telt 168 inwoners (2002).